# Élections législatives antiguaises de 2014
Les élections législatives antiguaises de 2014 ont lieu le 12 juin 2014 afin de renouveler les 17 membres de la  Chambre des représentants d'Antigua-et-Barbuda.
Elles donnent lieu à une alternance, le Parti travailliste (ABLP) obtenant la majorité absolue au détriment du Parti progressiste unifié (UPP), au pouvoir depuis 2004. Gaston Browne remplace Baldwin Spencer au poste de Premier ministre.

## Système politique et électoral
Antigua-et-Barbuda est une monarchie parlementaire avec la reine Élisabeth II pour chef d'État, représentée sur place par un gouverneur général. Le pouvoir exécutif est exercé par le Premier ministre, chef du gouvernement, choisi par le parlement.
La Chambre des représentants est la chambre basse du parlement bicaméral d'Antigua-et-Barbuda. Elle est composée de 17 à 19 membres dont 17  élus pour cinq ans au scrutin uninominal majoritaire à un tour dans autant de circonscriptions. Les deux autres sièges sont réservés d'office au président de la chambre et au procureur général s'ils n'en sont pas déjà membres.

## Campagne
Le Parti progressiste unifié fait l'objet de soupçons d'achat de voix.

## Résultats
|                          |                                                             |        |       |      |        |               |
| Parti                    | Parti                                                       | Voix   | %     | +/-  | Sièges | +/-           |
|                          | Parti travailliste d'Antigua-et-Barbuda (ABLP)              | 24 238 | 56,64 | 9,48 | 14     | 7             |
|                          | Parti progressiste unifié (UPP)                             | 17 868 | 41,76 | 9,19 | 3      | 6             |
|                          | Mouvement populaire de Barbuda (BPM)                        | 484    | 1,13  | 0,01 | 0      | 1             |
|                          | Parti travailliste authentique d'Antigua-et-Barbuda (ABTLP) | 182    | 0,43  | Nv   | 0      | Nv            |
|                          | Mouvement populaire d'Antigua-et-Barbuda (ABPM)             | 12     | 0,03  | Nv   | 0      | Nv            |
|                          | Absence de lien : Voix du peuple (MLVOP)                    | 7      | 0,02  | Nv   | 0      | Nv            |
|                          |                                                             |        |       |      |        |               |
| Votes valides            | Votes valides                                               | 42 791 | 99,57 |      |        |               |
| Votes blancs et nuls     | Votes blancs et nuls                                        | 199    | 0,43  |      |        |               |
| Total                    | Total                                                       | 42 990 | 100   | –    | 17     | en stagnation |
| Abstentions              | Abstentions                                                 | 4 734  | 9,98  |      |        |               |
| Inscrits / participation | Inscrits / participation                                    | 47 724 | 90,02 |      |        |               |

| ↓    |     |
| 14   | 3   |
| ABLP | UPP |

## Représentants élus
| Circonscription            | Représentant sortant    | Parti | Parti | Représentant élu        | Parti | Parti |
| -------------------------- | ----------------------- | ----- | ----- | ----------------------- | ----- | ----- |
| St. John's City West       | Gaston Browne           |       | ABLP  | Gaston Browne           |       | ABLP  |
| St. John's City East       | Harold Lovell           |       | UPP   | Melford Nicholas        |       | ABLP  |
| St. John's City South      | Steadroy Cutie Benjamin |       | ABLP  | Steadroy Cutie Benjamin |       | ABLP  |
| St. John's Rural West      | Winston Baldwin Spencer |       | UPP   | Winston Baldwin Spencer |       | UPP   |
| St. John's Rural South     | Eustace Lake            |       | ABLP  | Eustace Lake            |       | ABLP  |
| St. John's Rural East      | Lester Bird             |       | ABLP  | Lester Bird             |       | ABLP  |
| St. John's Rural North     | John Maginley           |       | UPP   | Charles Fernandez       |       | ABLP  |
| St. Mary's North           | Molwyn Joseph           |       | ABLP  | Molwyn Joseph           |       | ABLP  |
| St. Mary's South           | Hilson Baptiste         |       | UPP   | Samantha Marshall       |       | ABLP  |
| All Saints East & St. Luke | Chester Hughes          |       | UPP   | Joanne Massiah          |       | UPP   |
| All Saints West            | Chanlah Codrington      |       | UPP   | Michael Browne          |       | ABLP  |
| St. George                 | Jacqui Quinn-Leandro    |       | UPP   | Dean Jonas              |       | ABLP  |
| St. Peter                  | Asot Michael            |       | ABLP  | Asot Michael            |       | ABLP  |
| St. Phillip North          | Robin Yearwood          |       | ABLP  | Robin Yearwood          |       | ABLP  |
| St. Phillip South          | Wilmoth Daniel          |       | UPP   | Wilmoth Daniel          |       | UPP   |
| St. Paul                   | Eleston Adams           |       | UPP   | Eleston Adams           |       | ABLP  |
| Barbuda                    | Trevor Walker           |       | BPM   | Arthur Nibbs            |       | ABLP  |